# Courcelles, Kanada
Courcelles är en sektor i kommunen Courcelles–Saint-Évariste, till 2023 en separat kommun, i Kanada. Den ligger i regionen Chaudière-Appalaches och provinsen Québec, i den sydöstra delen av landet, 400 km öster om huvudstaden Ottawa.